# 押入れの少年
『押入れの少年』（おしいれのしょうねん）は、原作：高橋葉介、作画：みもりによる日本の漫画。『プリンセスGOLD』（秋田書店）にて2012年7月号に発表された短編が好評となり、掲載誌を『月刊プリンセス』（同社）に移して、2013年新年号から2017年11月号まで連載。同誌2025年8月号にも読み切りとして掲載。

## あらすじ
女学生のみことは突然両親が行方不明になり、学校を転校することとなった。しかし、新しい学校では両親のことをからかわれ級友を作ることが出来ずにいる。そんなミコトであったが、彼女には1人の秘密の友人の存在があった。その友人はみことの新しく住むことになった祖母の家の押入れにいて、名をサトルという。彼は学生服を纏った幼い少年の姿をし、ミコトを慕っているのであった。ある日、たちの悪いクラスメイトに無理やりに連れられて「鴉の森」と呼ばれる場所を訪れるが、ある事件に巻き込まれてしまう。

## 登場人物
みこと
両親が行方不明となり、祖母の家へとやってきた少女。転校先の学校では両親のことでからかわれているため、級友は1人もいない。祖母の家にてサトルという少年に出会う。
サトル
みことの祖母の家の押入れに暮らす少年。みこと以外の者の目には姿が映らない。みことにとって唯一の協力者である。

## 書誌情報
- 原作：高橋葉介、作画：みもり 『押入れの少年』秋田書店 〈プリンセスコミックス〉、全3巻
  1. 2015年1月16日発売[3]、ISBN 978-4-253-27004-5
  2. 2015年4月16日発売[4]、ISBN 978-4-253-27005-2
  3. 2017年12月15日発売[5]、ISBN 978-4-253-27006-9